# Power Horse Cup 2013
Power Horse Cup 2013 byl tenisový turnaj pořádaný jako součást mužského okruhu ATP World Tour, který se hrál na otevřených antukových dvorcích v areálu Rochusclub. Konal se mezi 19. až 25. květnem 2013 v německém Düsseldorfu jako 1. ročník turnaje.
Turnaj s rozpočtem 467 800 eur patřil do kategorie ATP World Tour 250. Nejvýše nasazeným hráčem ve dvouhře byla světová jedenáctka Janko Tipsarević ze Srbska.

## Mužská dvouhra

### Nasazení
| Stát      | Hráč                  | ATP1) | Nasazení |
| --------- | --------------------- | ----- | -------- |
| Srbsko    | Janko Tipsarević      | 11.   | 1.       |
| Německo   | Tommy Haas            | 14.   | 2.       |
| Argentina | Juan Mónaco           | 18.   | 3.       |
| Německo   | Philipp Kohlschreiber | 22.   | 4.       |
| Česko     | Lukáš Rosol           | 33.   | 5.       |
| Finsko    | Jarkko Nieminen       | 41.   | 6.       |
| Srbsko    | Viktor Troicki        | 42.   | 7.       |
| Rusko     | Nikolaj Davyděnko     | 44.   | 8.       |

- 1) Žebříček ATP k 13. květnu 2013.

### Jiné formy účasti
Následující hráči obdrželi divokou kartu do hlavní soutěže:
- Benjamin Becker
- Tommy Haas
- Juan Mónaco

Následující hráči postoupili z kvalifikace:
- André Ghem
- Jevgenij Koroljov
- Łukasz Kubot
- Guido Pella
  -  Aljaž Bedene – jako šťastný poražený

### Odstoupení
před zahájením turnaje
- Nicolás Almagro
- Grigor Dimitrov
- Florian Mayer
- Philipp Petzschner
- Dmitrij Tursunov
- Michail Južnyj

v průběhu turnaje
- Tommy Haas

## Mužská čtyřhra

### Nasazení
| Stát               | Hráč              | Stát               | Hráč            | ATP1) | Nasazení |
| ------------------ | ----------------- | ------------------ | --------------- | ----- | -------- |
| Spojené království | Colin Fleming     | Spojené království | Jonathan Marray | 44.   | 1.       |
| Rakousko           | Julian Knowle     | Slovensko          | Filip Polášek   | 61.   | 2.       |
| Filipíny           | Treat Conrad Huey | Spojené království | Dominic Inglot  | 70.   | 3.       |
| Dánsko             | Frederik Nielsen  | Brazílie           | André Sá        | 107.  | 4.       |

- 1) Žebříček ATP k 13. květnu 2013; číslo je součtem umístění obou členů páru.

### Jiné formy účasti
Následující páry obdržely divokou kartu do hlavní soutěže:
- Richard Becker /  Dominik Schulz
- Dustin Brown /  Frank Moser

## Přehled finále

### Mužská dvouhra
- Juan Mónaco vs.  Jarkko Nieminen, 6–4, 6–3

### Mužská čtyřhra
- Andre Begemann /  Martin Emmrich vs.  Treat Conrad Huey /  Dominic Inglot, 7–5, 6–2